# فرید شوقی
فرید شوقی (عربی مصری: فريد شوقي محمد عبده بدوي، lang-En; ۳۰ ژوئیهٔ ۱۹۲۰ – ۲۷ ژوئیهٔ ۱۹۹۸) هنرپیشه، کارگردان فیلم، فیلم‌نامه‌نویس، بازیگر تئاتر، و بازیگر سینما اهل مصر بود.
از فیلم‌ها یا برنامه‌های تلویزیونی که وی در آن نقش داشته‌است می‌توان به درب آهنی، اسکندریه....چرا؟، و مبارزه در دره اشاره کرد.